# Orgue de la Parròquia de Sant Jaume d'Alcúdia
L'orgue de la Parròquia de Sant Jaume se situa a l'Església parroquial de Sant Jaume, concretament, a la Plaça Jaume Qués d'Alcúdia, a l'illa de Mallorca (Illes Balears).

## Història

### La construcció de l'Església[1]
L'Església de Sant Jaume fou construïda cap a l’any 1302 baix la demanda del rei Jaume II. Fou a l’any 1870, però, que tota la volta de que la Parròquia s’aplomà i va ser reconstruïda a l’any 1882, en un període d’onze anys. Desde llavors, ha romàs intacta, presentant un estil neogòtic. Està dedicada a Sant Jaume ーcom el seu propi nom ja indica ー, que és el patró de la ciutat d'Alcúdia.
Actualment, a l’interior del monument es troben diferents capelletes distribuïdes als dos costats que configuren l'església: a l'esquerra hi ha la capella de Sant Sebastià, la de Nostra Senyora del Carme, la capella de Sant Josep, la del Sagrat Cor de Jesús i la capella Baptismal. A la dreta distingim la capella de la Immaculada Concepció, el Portal dels Homes i la capella del Sant Crist, la qual fou l’única que es mantingué després del desplom de l'església a finals del segle xix. A més, també compta amb un museu d’art sacre dins el mateix recinte, entre la mateixa església i la murada medieval.
La construcció de l’orque de la parròquia es remunta a mitjans del segle XVI i finalitza a l’any 1901, a petició del rector Alçamora i baix el permís del bisbe de Mallorca del moment.

### L'orgue durant el segle XVI[2]
L'any 1549, els regidors de la Universitat d’Alcúdia van executar la petició de la reparació de l’orgue i la visita de l’organista Gaspar Roig. Anys més tard, cap al 1570, Jaume Canals funda el benefici de l’orgue, patrocinat per la Universitat que exigia al seu beneficiari a tocar l’instrument amb el sou de quaranta lliures anuals. A partir de l’any 1581, l'organista Joanot d’Ozona va ser seleccionat per encarregar-se d’afinar i netejar-lo.
No fou fins l’any 1595 quan els jurats van decidir construir un orgue nou baix una acta de conveniència amb Joanot d’Ozona i al 1597, Jaume Caimari 一avi dels orgueners Damià i Sebastià Caimari 一, fou contractat per ser mestre de cant i organista amb el sou de vint lliures per any, ja que consideraven que la tasca d’ensenyar cant i tocar l’orgue era considerable.
Un any després van ser recompensats el Mestre Jaume Caimari per la col·laboració amb la fabricació de l’instrument i Joanot d’Ozona, per la seva feina completa de construir-lo.

### L'orgue durant el segle XVII[2]
Son de parer tots una cosa concordant sobre del orga que fassen desfer manto, y notificarlo a Mr. Joanot de Ozona que sobressega en la obra del orga fins altre cosa sia prehida per lo Mo. Sor. Rmo. y que en lo entretemps sia onat un sermo á ra ferragut religios de St Domingo y que es ser assi soniga y puga judicae lo dit orga y lo fet fins assi per saber sobre la relasio y judicasio se don per Rnt. frere ferragut... que lo fet per Jon de Ozona no tengui bon principi ni molt manco se presuposa que tinga bon fi... finalment son de parer so de ver sols que tingam bon orga y ben sonant.
Això fou escrit el juliol de l'any 1600 i, al mes de setembre del mateix any, començà el judici contra l'orguener que finalment fou condemnat a restituir als urats, els diners, el plom i l'estany.
Posteriorment, els regidors decidiren que Guillem Barrera 一qui construí l'orgue del convent de Sant Francesc d'Alcúdia a petició del seu superior 一, també realitzàs la tasca de construir el de la Parròquia.
L'any 1633, Antoni Beltran, sacerdot i organista del col·legi del Corpus Christi de València va demanar que l'orgue que estava baix la seva possessió i que havia estat col·locat a la capella de Nostra Senyora del Rosari, romanés dins la capella 一la qual es trobava a l'Església de Sant Jaume.
Per acabar, a partir de l'any 1678, es sap que es va realitzar una reforma de l'instrument per part dels germans fusters i organers Damià i Sebastià Caimari i que, a l'any 1681 dos organistes diferents havien fet tocar l'orgue i havien informat del bon funcionament d'aquest.

### L'orgue des delseglexviiifins al segle XX[2]
L’any 1781, Bernat Llobera i Amengual va sol·licitrar l’odernament de capellà, fent constància de la seva admissió per part de la Comunitat de Prevers de la Ciutat d’Alcúdia per ser organista. Nou anys més tard, al 1790, Juan Pastor i Rullan és beneficiat organista i demanar ser ordenat sacerdot.
Fou l’any 1870 quan la volta de l'església es desplomà: l’orgue quedà totalment destruït i només va romandre la capella de Sant Crist intacta. Cap a l’any 1896, van aparéixer al diari els noms del qui va aportar una quantitat important per a la reconstrucció de l’orgue, D. Antonio Cortey, i un dels qui van començar a construir l’orgue, com fou D. Julian Munar, baix les ordres de l'enginyer Josep Barceló Runggaldier. De tota manera, els dos constructors es van dividir i la construcció no es va finalitzar.
Finalment, l’any 1901, el rector Alçamora va escriure al bisbe de Mallorca del moment formalitzant una petició per a reparar i acabar la fabricació de l’orgue, que es trobava en desús, la qual va ser acceptada i l’orgue va ser acabat.
Durant els anys de 1987 fins al 1889, Pere Reynés va netejar i preparar l’orgue.

## Situació actual[2]
Actualment, l'orgue està situat al portal lateral dret de l'església. L’instrument presenta un bon ús de funcionament, encara que les condicions acústiques del temple no resultin favorables i la mecànica de l’instrument sigui complexe.

## Dades tècniques[2]

### Descripció de la consola
L'orgue compta amb dos teclats de 56 notes (C- g’’’) amb una partició de l’Orgue d’Ecos entre h/c' i amb dotze botons que configuren el pedal amb acoblament permanent a l’Orgue Major.

### Disposició

#### De l'Orgue Major[2]
| Bordó 16'      | Plè            |
| Bordó 8'       | Corneta        |
| Flautat 8'     | Trompeta Magna |
| Flauta 8'      | Clarí          |
| Octava 4'      | Xirimia Alta   |
| Octavelló 4'   | Nans           |
| Superoctava 2' | Aubada         |
| Cromorn        |                |

| Tolosana   | Tolosana |
| Dulsiana   | Dulsiana |
| Bastard    | Bastarda |
| Fagot      |          |
| Pajarillos |          |

#### De l'Orgue d'Ecos[2]
| Mà esquerra  | Mà dreta     | Jocs            |
| ------------ | ------------ | --------------- |
| Flautat      | Flautat      |                 |
| Violó        | Violó        |                 |
| Celeste      | Celeste      |                 |
| Octava       | Octava       |                 |
| Nasard       | Nasard       |                 |
| (Gamba)      | (Gamba)      | No instal·lats. |
| Corn Anglès  | Corn Anglès  |                 |
| Trompa Reial | Trompa Reial |                 |
| Fagot        | Oboè         |                 |
| Veu humana   |              |                 |
| Octaví       |              |                 |
| Trèmol       |              |                 |

També disposa de Pedal d'Expressió i de crida de llengüeteria.

### Secret de l'Orgue Major[2]
Segueix l'ordre cromàtic i està dividit en tres cossos, els quals són C-dsº, eº -a' i b' -g'''.
Disposa de dobla arca de vent per les ventalloles: la primera, que és per els quatre jocs de Batalla, que va col·locada en la forma habitual. La segona, per la resta de jocs, va col·locada darrera la primera amb mecànica de doble balancí, el qual va unit a la doble palanca del teclat i fa que la pulsaciói sigui imprecisa.
Els jocs de Batalla van col·locats a la testa:
| Nans 8'             | Nanes 16'          |
| Clarí 15a. 2'       | Xirimia Alta 4'    |
| Baixó 4'            | Clarí 8'           |
| Trompeta Batalla 8' | Trompeta Magna 16' |

Els onze primers tubs (C-B) de Trompeta Batalla 8' són interiors.
- El primer joc, a sobre del secret, és el Flautat 8', que té els vint primers tubs (C- g'') postats a la cara.
- El segon joc és l'Octava 4' que té els vuit primers tubs (C- G) postats a la cara.
- El tercer joc és la Corneta elevada que comença amb 4 rengles: 2 2/3 + 2' + 1 3/5' + 1 1/3'. A partir de b' el rengle de 2 2/3' es duplica.
- El quart és el Bordó de 8' amb tubs de fusta.
- El cinquè és la Quinzena 2'.
- El sisè són els Plens de 6 rengles en secretet elevat que comencen en 2' amb les seves repeticions.
- El setè és el Bordó 16'. Els seus tubs són de fusta amb els baixos postats.
- El vuitè és la Flauta 8', que comença a cº. Els seus tubs són de fusta oberts de talla estreta. L'hi segueix una tapa buida.
- El novè és l'Octavelló 4' (que, en realitat, és un Tapadet) i l'hi segueix una tapa buida.
- El desè i l'últim jocs només són a la mà dreta. El primer d'aquests és l'Aubada 8' i els seus tubs són de talla estreta. El darrer és el Cromorn 8'. Ambdós darrers jocs van tancats dins una arca d'ecos.[2]

### Secret de l'Orgue d'Ecos[2]
El secret de l'Orgue d'Ecos segueix l¡ordre cromàtic i es situa sobre l'Orgue Major. Està dividit en quatre cossos: C- dsº, eº - hº, c' - h', b' - g'''. Al primer cos, els tubs estan configurats en ordre invers, amb els baixos al centre, per exigència de l'arc.
- El primer joc és el Flautat 8'. Els dotze primers tubs (C-H) són de fusta i van postats.
- El segon joc a mà esquerra és l'Octava 4' i a mà dreta la Veu Celeste 8', que comença a cº.
- El tercer joc és el Violí 8'.
- El quart a mà esquerra és la Celeste 8' que comença a cº i, a mà dreta, hi ha una tapa buida.
- El cinquè és el Nasard 2 2/3'. Els tres primers tubs (C-D) són de fusta tapats i la resta oberts. Els tubs de la mà dreta són de talla ampla.
- El sisè a mà esquerra és el Corn Anglès 8' i, a mà dreta la Trompeta Reial 8'.
- El setè joc a mà esquerra és la Trompeta Reial 8' i, a mà dreta el Corn Anglès 8.
- El vuitè que es troba a mà esquerra és el Fagot 8' i, a mà dreta l'Octava 4'.
- El nové i l'últim joc són només a mà dreta: el primer és l'Oboè 8' i el darrer correspon a la Veu Humana 8'.[2]

### Pedal[2]
El secret està col·locat al fons de l'habitació, darrere l'Orgue Major i disposa de dos jocs permanents de contres obertes de 16' i 8'.

## Fusters, organers i organistes[2]
| Organers                 | Enginyers                 | Col·laboradors en la construcció i manteniment | Organistes                | Anys/Segle                     |
| ------------------------ | ------------------------- | ---------------------------------------------- | ------------------------- | ------------------------------ |
| Joanot d'Ozona           |                           |                                                | Joanot d'Ozona            | Segles XVI-XVII                |
|                          |                           | Mestre Jaume Caimari                           | Mestre Jaume Caimari      | Segle XVI                      |
| Guillem Barrera          |                           |                                                | Guillem Barrera           | Segle XVII                     |
| Damià i Sebastià Caimari |                           |                                                |                           | Finals del segle XVII          |
|                          |                           |                                                | Bernat Llobera i Amengual | Segle XVIII                    |
|                          |                           |                                                | Juan Pastor i Rullan      | 1790- (finals del segle xviii) |
| D. Julian Munar          | Josep Barceló Runggaldier |                                                |                           | Finals del segle XVIII         |
|                          |                           | Pere Reynés                                    |                           | 1987-1989                      |